# Skóciai Szent Margit Anglikán Episzkopális Egyház
A Skóciai Szent Margit Anglikán Episzkopális Egyház az Anglikán Közösség tagegyháza. A Church of England magyarországi felekezete az Európai egyházmegyén belül. A nevében szereplő episzkopális kifejezés az Egyesült államokbéli anglikán közösségre utal, hiszen a tagok jelentős számban érkeztek az Egyesült Államokból.
A 2011. évi CCVI. törvény alapján bejegyzett egyház, technikai száma: 0183.

## Történet
Az első dokumentált anglikán istentiszteletet az Anglikán Külföldi Misszió Társasága tartotta az 1890-es években. Ezt követően rendszertelenül ugyan, de voltak istentiszteletek Budapesten. Szintén anglikán jelenlétre utal a Tatai várban található anglikán kápolna is.
A közösséget 1992-ben alapította egy Budapesten élő anglikán lelkész, Denis Moss. Kezdetben egy Budapest belvárosi épület pinceszintjén kialakított kápolnában voltak az istentiszteletek, de idővel a közösség kinőtte a helyet. A taglétszám az alapítás óta folyamatosan növekszik, a 2022-es népszámlálás adatai szerint 372 fő vallja magát anglikánnak, ebből az egyház aktív tagjainak száma megközelíti a 100 főt.

## Pasztoráció
A közösségben jelenleg 4 lelkész (3 amerikai és 1 magyar) teljesít szolgálatot, a lelkészi vezető Dr. Frank Hegedűs. Mivel a gyülekezet saját templommal nem rendelkezik, ezért a Józsefvárosi Evangélikus Egyházközség templomát használja a vasárnapi istentiszteletekhez, amelyek minden vasárnap 10 óra 30 perckor kezdődnek angol nyelven, a Church of England liturgiája szerint. A szertartás alatt a gyermekek vasárnapi iskolán vehetnek részt.

## Külső hivatkozások
- Hivatalos weboldal